# Giro del Veneto 1972
Il Giro del Veneto 1972, quarantacinquesima edizione della corsa, si svolse il 23 settembre 1972 su un percorso di 244 km. La vittoria fu appannaggio dell'italiano Enrico Paolini, che completò il percorso in 6h15'00", precedendo i connazionali Donato Giuliani e Giovanni Varini.
Sul traguardo di Abano Terme 38 ciclisti, su 67 partiti da Montegrotto Terme, portarono a termine la competizione.

## Ordine d'arrivo (Top 10)
| Pos. | Corridore              | Squadra   | Tempo    |
| ---- | ---------------------- | --------- | -------- |
| 1    | Enrico Paolini         | Scic      | 6h15'00" |
| 2    | Donato Giuliani        | Filotex   | s.t.     |
| 3    | Giovanni Varini        | Zonca     | s.t.     |
| 4    | Gösta Pettersson       | Ferretti  | s.t.     |
| 5    | Celestino Vercelli     | Scic      | a 3"     |
| 6    | Costantino Conti       | Ferretti  | a 45"    |
| 7    | Marino Basso           | Salvarani | s.t.     |
| 8    | Pietro Di Caterina     | Dreher    | s.t.     |
| 9    | Roger De Vlaeminck     | Dreher    | s.t.     |
| 10   | Albert Van Vlierberghe | Ferretti  | s.t.     |